# Adrian Battles
(en) Statistiques sur pro-football-reference
Adrian Battles (né le 30 octobre 1986) est un joueur américain de football américain. Il joue actuellement avec les Blizzard de Green Bay.
Battles fait ses études à l'université d'État du Minnesota. Après ses études, il signe un contrat comme agent libre avec les Packers de Green Bay, intégrant l'équipe d'entraînement. Il ne joue aucun match lors de la saison 2010 mais remporte le Super Bowl XLV avec les Packers.
Le 1er février 2014, il signe avec les Blizzard de Green Bay, évoluant en Indoor Football League.